# Moyar
Moyar és el riu principal de l'altiplà de Nilgiri a Tamil Nadu, Índia.
Neix al pic Makurti al districte de Nilgiris a 11° 35′ N, 76° 37′ E / 11.583°N,76.617°E i rep dos rierols de certa importància; passa per Paikara i Nediwattam, i entra a la zona al nord-oest de les muntanyes i s'uneix al Bhavani a Denaikankotdi. És característic per formar una mena de llacunes separades una de l'altra per zona de ràpids amb roques. Fou repoblat de peixos per W. G. McIvor.